# Acanthogonatus subcalpeianus
Acanthogonatus subcalpeianus là một loài nhện trong họ Nemesiidae.
Acanthogonatus subcalpeianus được miêu tả năm 1849 bởi Nicolet.